# Ceratocladium microspermum
Ceratocladium microspermum är en svampart som beskrevs av Corda 1839. Ceratocladium microspermum ingår i släktet Ceratocladium, divisionen sporsäcksvampar och riket svampar.   Inga underarter finns listade i Catalogue of Life.